# Огорская волость
Огорская волость — волость Жиздринского уезда Калужской (с 1920 — Брянской) губернии. Административный центр — село Огорь.

## История
Огорская волость образована в ходе реформы 1861 года. Первоначально в состав волости входило 3 селения: село Огорь, деревни Гололобовка и Павловка, а также Авдеевские, Березовские, Кудрявцев, Тихоновские выселки, посёлок Латышей и Гололобовский хутор.
На 1880 год в составе волости числилось 4 179 десятин земли. Население волости составляло в 1880 году — 3 064, в 1892 — 3 090, в 1913 — 5 236 человек.
Церковный приход волости находился в селе Огорь — Церковь Рождества Пресвятой Богородицы. «Кирпичная трёхпрестольная церковь с колокольней начата строительством вместо прежней деревянной в 1872 на церковные средства. Закрыта в нач. 1930-х, разрушена в 1941—1943. На месте церкви выстроен дом культуры».
1 апреля 1920 года Жиздринский уезд и Огорская волость в его составе были перечислены в Брянскую губернию.
В 1924—1926 годах в ходе укрупнения волостей Огорская, Ловатская, Овсорокская, Подбужская и часть Пупковской были объединены в Судимирскую волость.
В 1929 году Брянская губерния и все её уезды были упразднены, а их территория вошла в состав новой Западной области.
С 1944 года территория Огорской волости относится к Жиздринскому району Калужской области.